# Vengeance (film 1970)
Vengeance (Bao chou) è un film del 1970 diretto da Chang Cheh.
Film di arti marziali prodotto ad Hong Kong.